# Palacio Municipal de Junín
El Palacio Municipal de Junín es el edificio donde tiene su sede el Gobierno Local del municipio homónimo, en Argentina. En él se encuentra el despacho del intendente, que es el jefe del Poder Ejecutivo. También funcionan allí el Concejo Deliberante y numerosas oficinas públicas.
Es un edificio lujoso de alto valor arquitectónico e histórico. Está ubicado frente a la Plaza 25 de Mayo, en pleno centro comercial, político, administrativo, judicial y financiero de la ciudad de Junín.

## Historia

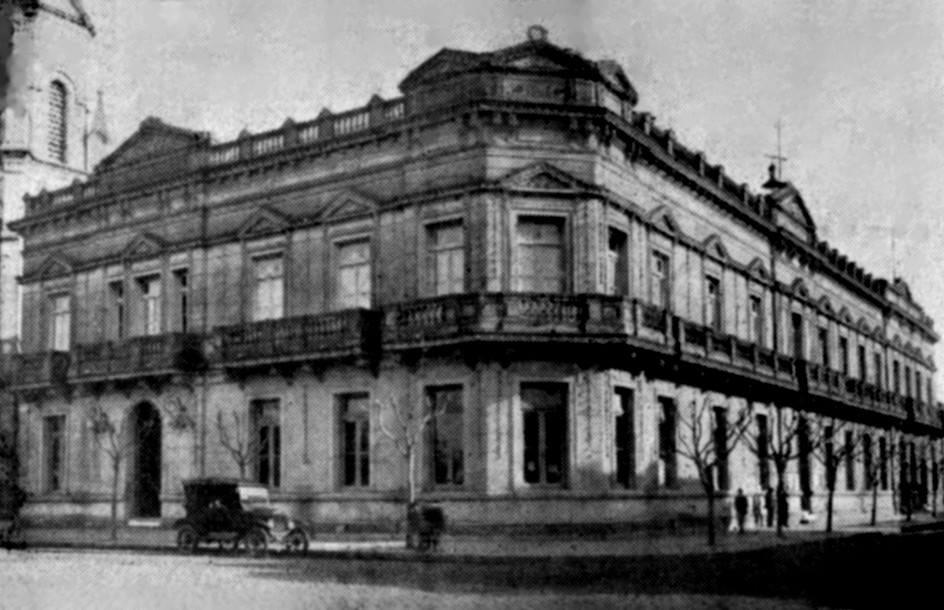
El edificio a mediados de la década de 1940, sin puerta de acceso en la esquina.

El 27 de diciembre de 1827 se funda el Fuerte Federación, origen de la actual ciudad de Junín. La Plaza de Armas estaba ubicada en donde hoy se encuentra la Plaza 25 de Mayo, y alrededor de la misma se fueron construyendo los cuarteles, la escuela y la capilla. En particular, esta última se comenzó a levantar en 1833 y se inauguró a fines de 1834. El edificio sería demolido y el 31 de julio de 1867 se inauguró la nueva iglesia. Estaba ubicada en la esquina de las actuales calles Benito de Miguel y Rivadavia, donde hoy se encuentra el palacio Municipal. El gobierno municipal tenía su sede en el edificio lindero, donde hoy se encuentra la Iglesia Matriz San Ignacio de Loyola.
En 1902 se demolió el templo de 1867 y se realizó un intercambio de terrenos con la municipalidad: el lugar que ocupaba la iglesia sería utilizado para construir el nuevo Palacio Municipal, mientras que el terreno contiguo que ocupaba éste sería destinado al nuevo templo. El Concejo Deliberante trató este tema el 9 de enero de 1903, y poco después comenzaron las obras de los nuevos edificios.
De estilo italianizante, el lujoso Palacio Municipal fue inaugurado con grandes festejos el 19 de diciembre de 1904, trece días antes de la fecha que figura en la ochava. En el primer piso se encuentra el Salón Rojo, donde funciona el Honorable Concejo Deliberante.
En el palacio municipal también funciona la Biblioteca Municipal "Bernardino Rivadavia". El 10 de marzo del 2013 fue víctima de destrozos e incendios a causa de una movilización que reclamaba seguridad y justicia, estos daños afectaron principalmente a la entrada en la esquina de la municipalidad, donde funcionaba el archivo municipal, la biblioteca y el despacho del intendente. Desde entonces se cerró la entrada por la esquina y se volvió al diseño original del edificio.

## Ubicación
El Palacio Municipal se encuentra en la esquina oeste de Benito de Miguel y Rivadavia, en pleno centro de Junín.